# Cewi Laron
Cewi Laron (hebr.) צבי לרון, (ang.) Zvi Laron (ur. 6 lutego 1927 w Czerniowcach) – izraelski lekarz, endokrynolog dziecięcy.
Studiował medycynę w szkole medycznej w Timișoarze. W 1948 wyemigrował do Izraela, gdzie w 1952 roku ukończył Szkołę Medyczną Hebrajskiego Uniwersytetu Hadassa w Jerozolimie. W 1956–1957 roku w Massachusetts General Hospital i Harvard Medical School Boston jako research/clinical fellow. Od 1958 do 1992 był dyrektorem Instytutu Endokrynologii Dzieci i Młodzieży na Uniwersytecie Telawiwiskim. W 1971 roku został profesorem.
W 1999 roku otrzymał Nagrodę Andrei Pradera. Na jego cześć nazwano opisany przezeń zespół Larona.

## Publikacje
- The Adipose Child, 1976.